# Bruk farma
Bruk farma (engl. Brook Farm) je bio transcendentalistički utopijski eksperiment, konačno je praktikovan od strane transcendentaliste i bivšeg Unitarijanskog sveštenika Džordža Riplija i njegove zene Sofije Ripli, na farmi u Zapadnom Roksberiju, Masačusets, u to vreme 9 mi (14 km) udaljene od Bostona, USA. Komuna je bila u funkciji od 1841-1847. inspirisana socijalističkim konceptima Šarla Furijea. Furijerizam je bilo verovanje da moze da postoji Utopističko drustvo gde ljudi mogu da dele između sebe da bi imali bolji životni stil. Sve je bilo bazirano (kao mnoge utopije pre ove) na konceptu samo-održivosti koja napaja vecinu Utopističkog pokreta. Dotična farma na kojoj su živeli je uticala na mnoge pisce kao Thoreau koji se odrekao civilizacije i njene nepravde i poželeo da se od nje odvoji. Brok Farm utopija se bazirala oslanjanjem na agrikulturu, dok je kolko tolko uspešnija utopija „Oneidas“ bila bazirana na potrošačkim dobrima kao sto je nameštaj. 
Stanovnici Bruk Farme započinjali su svako jutro buđenjem u 4.30 da bi započeli svoje obaveze u
poljoprivredi. Komuna nije verovala u socijalne klase i kao deo njihove predanosti utopističkom
životu svi stanovnici su jeli zajedno i radili zajedno. Nadali su se da ce postaviti primer
celom svetu. Poljoprivreda nikad nije bila uspešna na Bruk Farmi, koja je bila smeštena na zemljištu
nepovoljnom za to. Bruk Farma je takođe bila i obrazovno preduzeće, imala je škole na svim
nivoima od osnovne do priprema za koledže. To su bili finansijki profitabilni delovi Bruk Farme.
Natanijel Hotorn je bio osnivač Brook Farme i predstavio je izmišljeni portret toga u njegovoj
noveli „The Blithdale Romance“.